# Université de Garoua
L’Université de Garoua (anglais : University of Garoua) est un établissement public, scientifique et culturel situé dans la ville de Garoua, au Cameroun.

## Historique
Créée par le décret présidentiel du 5 janvier 2022 et placée sous tutelle académique et administrative du ministère chargé de l’enseignement supérieur, elle est une jeune institution universitaire au Cameroun. Après sa création, de nouveaux responsables sont nommés à la tête de cette institution, notamment le président du conseil d’administration, Souley Daouda et le professeur Boubakari Oumarou, recteur de cet établissement. Ces responsables sont installés le 21 juillet 2022 par le ministre d’État, ministre de l’Enseignement supérieur, le professeur Jacques Fame Ndongo.

## Établissements
L’université de Garoua compte 8 établissements, elle hérite de quelques établissements qui existaient déjà dans la ville, ces établissements étaient des établissements annexes d’autres universités.
A. Les FACULTÉS
1. La Faculté des Arts, lettres et sciences humaines (FALSH) ;
2. La Faculté des sciences (FS) ;
3. La Facultés des sciences juridiques et politiques (FSJP) ;
4. La Faculté des sciences économiques et de gestion (FSEG)

B. Les Grandes Écoles
1. Faculté de Médecine et des Sciences Biomédicales de Garoua (FMSB) ;
2. Faculté des Sciences de l’Education (FSE)
3. l'Ecole Supérieure des Sciences Economiques et Commerciales (ESSEC)
4. l'Institut des Beaux-Arts et de l’Innovation (IBAI).

## Personnalités

### Corps professoral
- Ngaroua, Doyen de la Faculté de Medecine et des Sciences Biomédicales [5].
- Abdoul Nasser, premier doyen de la Faculté des sciences juridiques et politiques[6].
- Halidou Mamoudou, Vice-Recteur chargé des Enseignements de la Professionnalisation et du Développement des Technologies de l’information et de la communication [6].
- Pierre Fadibo, doyen de la faculté des sciences de l’éducation[6].
- Ado Adamou ABBA ARI, Directeur de l’Institut des Beaux-Arts et de l’Innovation
- Harouna Massai, Doyen de la Faculté des Sciences
- Roukatou Aboubakar, Doyenne de la Faculté des Sciences Économiques et de Gestion
- Souleymanou Kadouamaye, Directeur de l’Ecole Supérieure des Sciences Économiques et Commerciales

### Recteurs
- Boubakari Ouramou est le premier et actuel recteur de cette institution[2].